# MARC1
MARC1 ‏ (Mitochondrial amidoxime reducing component 1) هوَ بروتين يُشَفر بواسطة جين MARC1 في الإنسان.